# Cremastra
Cremastra är ett släkte av orkidéer. Cremastra ingår i familjen orkidéer.
Kladogram enligt Catalogue of Life:
| Cremastra | \| \| Cremastra aphylla \| \| \| \| \| \| Cremastra appendiculata \| \| \| \| \| \| Cremastra guizhouensis \| \| \| \| \| \| Cremastra unguiculata \| \| \| \| |
|           | \| \| Cremastra aphylla \| \| \| \| \| \| Cremastra appendiculata \| \| \| \| \| \| Cremastra guizhouensis \| \| \| \| \| \| Cremastra unguiculata \| \| \| \| |
|           | Cremastra aphylla |
|           | |
|           | Cremastra appendiculata |
|           | |
|           | Cremastra guizhouensis |
|           | |
|           | Cremastra unguiculata |
|           | |